# كارلوس ميلو
كارلوس ميلو (بالإسبانية: Carlos Melo)‏ (22 سبتمبر 1982 ببنما في بنما - ) هو ملاكم بنمي، صنّف ضمن فئة وزن الذبابة الخفيف ‏.

## إحصائيات
خاض خلال مسيرته 24 نزالا، فاز في 18 ولم يتعادل وخسر في 6. فاز بالضربة القاضية في نزالين.

## روابط خارجية
- كارلوس ميلو على موقع بوكس ريك (الإنجليزية) (registration required)